# Vallum
Als Vallum (lateinisch) wurde in der Römerzeit ursprünglich ein Palisadenzaun z. B. einer Grenzbefestigung bzw. die kombinierte Holz- und Erdbefestigung römischer Militärlager bezeichnet. Später wurde von den Römern jede Befestigung (wie Erdwälle und Stadtmauern) Vallum genannt. 
Ein bekannter Ort mit dem Namen „vallatum“ ist die bei Manching (Bayern) gelegene römische Straßenstation, deren Namen auf die Befestigungswälle (eingestürzte Mauern) des ursprünglich keltischen oppidum von Manching (der antike Name ist nicht bekannt) zurückzuführen ist.